# Microbrachyceraea pendelburyi
Microbrachyceraea pendelburyi är en tvåvingeart som först beskrevs av Enrico Adelelmo Brunetti 1927.  Microbrachyceraea pendelburyi ingår i släktet Microbrachyceraea och familjen stekelflugor. Inga underarter finns listade i Catalogue of Life.